# Рапка-Здрој
Рапка-Здрој (пољ. Rabka-Zdrój) је град у Пољској у Војводству Малопољском у Повјату новотарском. Према попису становништва из 2011. године у граду је живело 13.278 становника.

## Становништво
Према прелиминарним подацима са пописа, у граду је 2011. године живело 13.278 становника.
| 2002.  | 2011.  | 2012.  |
| ------ | ------ | ------ |
| 13.128 | 13.278 | 13.212 |

## Партнерски градови
- Мурхарт
- Шато Гонтје